# Hotel Cæsar
Hotel Cæsar var en norsk såpopera som sändes måndag till fredag på TV 2 från 1998 till 2017 (hösten 2006 samt från vintern 2010 sändes serien från måndag till torsdag). Serien är skapad av Peter Emanuel Falck och Christian Wikander. Det första avsnittet sändes 24 oktober 1998 och det sändes över 3 000 avsnitt, vilket gör den till den mest långlivade TV-serien i Skandinavien genom tiderna. 
Den svenska versionen, Hotell Seger, blev dock inte lika populär och lades ner efter första säsongen.

## Handling
Handlingen kretsar kring ett fiktivt hotell i Oslo samt dess anställda och familjen Anker-Hansen, som äger hotellet. I den första säsongen var det Georg Anker-Hansen som var chef på hotellet. Han blev förälskad i eskortflickan Ninni Krogstad. Georg dog av obotlig cancer i slutet av säsongen, och sedan dess har serien handlat om ägande och kontroll av hotellet. 

## Karaktärer

### Huvudroller
Följande karaktärer innehar huvudrollerna i serien: 
| Karaktär                  | Skådespelare       | Medverkan i säsong          |
| ------------------------- | ------------------ | --------------------------- |
| Juni Anker-Hansen         | Anette Hoff        | 1998–2005, 2006–2010, 2010– |
| Jens August Anker-Hansen  | Kim Kolstad        | 1998–2000, 2001–2005, 2007– |
| Måne Lillevik             | Mathias Ambjør     | 2002, 2005, 2012-           |
| Sol Lillevik              | Tina Opsahl Hansen | 2002, 2005, 2012-           |
| Eva Rosenkrantz           | Rudy Claes         | 2004–2007, 2007–            |
| Storm Liland Anker-Hansen | Kim-Daniel Sannes  | 2006–2011, 2012–            |
| Pelle Krogstad            | Nikis Theophilakis | 2006, 2007–                 |
| Bea Jørgensen             | Lone Klein         | 2009–                       |
| Runa Jørgensen            | Marita Traaen      | 2009–                       |
| Roger Nyman               | Erlend Vetleseter  | 2011–                       |
| Vanessa Nyman             | Marte Sæteren      | 2011–                       |
| Arnfinn Lycke             | Nils Vogt          | 2011–                       |
| Tom Lycke                 | Steinar Johansen   | 2011–                       |
| Monica Nyman              | Hilde Lyrån        | 2011, 2012–                 |

### Gästroller
Följande karaktärer medverkar enbart som gästroller i serien.
| Karaktär      | Skådespelare | Medverkan i säsong |
| ------------- | ------------ | ------------------ |
| Cecilia Lycke | -            | 2011–              |

### Före detta karaktärer
Följande karaktärer har medverkat tidigare i serien, men medverkar inte längre.
| Karaktär                        | Skådespelare                                                       | Medverkan i säsong                                |
| ------------------------------- | ------------------------------------------------------------------ | ------------------------------------------------- |
| Åge Nygaard                     | Karl Sundby                                                        | 1998–2004, 2010                                   |
| Henning Nygaard                 | Stian Barsnes Simonsen                                             | 1998–2000                                         |
| Ninni Krogstad Anker-Hansen     | Henriette Lien                                                     | 1998–2000, 2001–2003                              |
| Alexandra «Alex» Kvamme         | Lene Elise Bergum                                                  | 1998–2001, 2004–2005                              |
| Ragnar Lunde                    | Nicolay Lange-Nielsen                                              | 1998–2003, 2009                                   |
| Victoria Anker-Hansen           | Sofie Cappelen                                                     | 1998–2000, 2000–2001, 2001, 2002–2004, 2009, 2010 |
| Ingrid Iversen                  | Beate Eriksen                                                      | 1998–2000                                         |
| Solrun Jensen                   | Gro Solemdal                                                       | 1998–2000                                         |
| Tove Jensen                     | Kimberly Larsen                                                    | 1998–2000                                         |
| Georg Anker-Hansen              | Toralv Maurstad                                                    | 1998–1999, 2004                                   |
| Rolv Espevoll                   | Tom A. Haug                                                        | 1998–2001, 2005–2006                              |
| Albert Lunde                    | Erik Aleksander Schjerven (1998–2000)/Sondre K. Larsen (2001-2005) | 1998–2000, 2001–2005                              |
| Charlotte Iversen Anker-Hansen  | Kristin Frogner                                                    | 1998–2000, 2001–2004                              |
| Astrid Anker-Hansen             | Sossen Krogh                                                       | 1998–2010                                         |
| Harald Hildring                 | Anders Hatlo                                                       | 1998–2001                                         |
| Torill Hammerfest               | Guri Schanke                                                       | 1998–1999, 2000, 2003                             |
| Loke Andersen                   | Mathias Eckhoff (1998-2000)/Ove Christian Owe (2001)               | 1998–2000, 2001                                   |
| Linn Fylke                      | Ulla Marie Broch                                                   | 1999, 2000–2001                                   |
| Truls Grande                    | Trond Halbo                                                        | 1999                                              |
| Svein Krogstad                  | Tom Eddie Brudvik                                                  | 1999, 1999, 2000–2006, 2006–2008, 2008–2010       |
| Mercedes Gonzales Nygaard       | Pascale Nielsen                                                    | 2000                                              |
| Julie Anker-Hansen              | Elin Sogn                                                          | 2000–2004, 2005–2009, 2010, 2011, 2012            |
| Georg «Goggen» Anker-Hansen jr. | Tarjei Westby1                                                     | 2000–2005*, 2009–2012                             |
| Benedicte Brubak                | Ingrid Nordby                                                      | 2000–2008                                         |
| Knut Arne Olsen                 | Christian Strand                                                   | 2000–2001                                         |
| Thomas Hildring                 | Martin Garfalk                                                     | 2000–2001                                         |
| Birte «Bitten» Lillevik         | Anne Kokkinn                                                       | 2000, 2002                                        |
| Arne Marcussen                  | Ingar Helge Gimle                                                  | 2000–2002                                         |
| Sidsel Birkeland                | Henriette Fuhr Blix                                                | 2000–2001                                         |
| Bob Affe                        | Jon Poindexter                                                     | 2000–2001                                         |
| Gjertrud Krogstad               | Kari Simonsen                                                      | 2000–2003, 2005, 2006, 2007, 2010, 2010           |
| Hans Christian Hildring         | Even Lynne                                                         | 2001                                              |
| Martine Bratlie                 | Liv-Unni Larsson                                                   | 2001–2002                                         |
| Birger Bahr                     | Geir Morstad                                                       | 2001                                              |
| Odd Bahr                        | Christer Norum Buraas                                              | 2001–2002                                         |
| Hugo Anker-Hansen               | Per Christensen                                                    | 2001–2003, 2003, 2004                             |
| Hertug Oscar von Krona          | Jesper Malm                                                        | 2002, 2004–2005, 2007–2008                        |
| Mads Færevåg                    | Dag Vågsås                                                         | 2002, 2006                                        |
| Samina Zaman                    | Urmila Berg-Domaas                                                 | 2002                                              |
| Jerry Hansen                    | Per Kjerstad Andersen                                              | 2002-2003                                         |
| Sue-Astrid Wallace              | Vanessa Borgli                                                     | 2003–2004                                         |
| Andrine Andersen                | Lisa Herstad/Rina Johnsen                                          | 2003–2004                                         |
| Kofi Nelson                     | Samuel Noko                                                        | 2003                                              |
| Thomas Lauters                  | Max Lundqvist                                                      | 2003                                              |
| Harry Trulsen                   | Tom Sterri                                                         | 2003–2004, 2005–2006                              |
| David Mandelstam                | Dagfinn Mørkrid                                                    | 2003–2004                                         |
| Kenneth Dahl                    | Daniel Karlsson                                                    | 2003–2005                                         |
| Andrew Blom-Gabrielsen          | Andrew Raymond Barnes                                              | 2003-2011, 2012                                   |
| Marianne Halvorsen              | Marit Synnøve Berg                                                 | 2004–2005                                         |
| Cato Halvorsen                  | Morten Røhrt                                                       | 2004–2005                                         |
| May Halvorsen                   | Ingeborg Sundrehagen Raustøl                                       | 2004–2005                                         |
| Hans Fredrik Rosenkrantz        | Ole-Jørgen Nilsen                                                  | 2004–2006                                         |
| Tommy Dahl                      | Hans Marius Hoff Mittet                                            | 2004                                              |
| Christian Borchmann             | Eindride Eidsvold                                                  | 2004–2005                                         |
| Scott Wallace                   | Håvard Bakke                                                       | 2004–2007                                         |
| Guri Høyer                      | Inger Teien                                                        | 2004–2005, 2008–2009, 2011                        |
| Vilde Mykland                   | Minken Tveitan                                                     | 2005–2008                                         |
| Philip Guttormsen               | Even Rasmussen                                                     | 2005                                              |
| Ellen Lavik                     | Maren Bergem Owe                                                   | 2005, 2006–2007                                   |
| Juan Carlos Brubak              | Marcus Mathias Aarnseth                                            | 2000-2001, 2002, 2003-2004, 2005–2007             |
| Tone Vulvnes                    | Malin B. Fosvold                                                   | 2006, 2006, 2007                                  |
| Morten Bakke                    | Steinar Taarn Sande                                                | 2006–2007                                         |
| Liv Liland Anker-Hansen         | Nathalie Tonga                                                     | 2006–2009                                         |
| Bjørn Ivar Liland               | Rune Svendsen                                                      | 2006–2007, 2008, 2009                             |
| Julian Garcia                   | Bård Steine                                                        | 2006                                              |
| Thea Liland                     | Sofie Støren Aschjem                                               | 2006–2007, 2008, 2009                             |
| Daphne Flaa                     | Mona Fastvold Lerche                                               | 2006                                              |
| Nadia Selam Tefari              | Saunet Sparell                                                     | 2006–2008                                         |
| Jens Folden                     | Knut Hagamark                                                      | 2006                                              |
| Lillebjørn Lien                 | Vidar Letho                                                        | 2006                                              |
| Jesper Jackmann                 | Espen Sandvik                                                      | 2006–2007                                         |
| Anastacia Zalewska              | Charlotte Grundt                                                   | 2006–2007                                         |
| Magnus Falsen                   | Lasse Lindtner                                                     | 2006–2008                                         |
| Jenny Augusta Anker-Hansen      | Madeleine Blom                                                     | 2005-2006, 2007-2011                              |
| Fabian Dorik                    | Bernhard Arnø                                                      | 2007–2008                                         |
| Mattis W. Kloppen               | Gaute B. Skjegstad                                                 | 2007                                              |
| Louise Fassbinder               | Brit Elisabeth Haagensli                                           | 2007–2008                                         |
| Jonas Lund Henriksen            | Geir Kvarme                                                        | 2007                                              |
| Viggo Hauge                     | Nils Ole Oftebro                                                   | 2008–2009                                         |
| Marius Nordheim                 | Gaute Ormåsen                                                      | 2008                                              |
| Tom Ivar Hove                   | Per Christian Ellefsen                                             | 2008                                              |
| Cathrine Hove Rosenkrantz       | Marianne Westby                                                    | 2008–2012                                         |
| Cecilie Dahr Hove               | Jannecke Øinæs                                                     | 2008–2010                                         |
| Belinda Arnø                    | Caroline Haddeland-Herding                                         | 2008                                              |
| Roy Krog                        | Dag Håvard Engebråten                                              | 2008–2009                                         |
| Amin Idris                      | Tarik Moussaid                                                     | 2008–2009                                         |
| Philip Grøgård                  | Patrick Børjesson                                                  | 2009–2011                                         |
| Christian Torp                  | Martin Heede                                                       | 2009–2011, 2012                                   |
| Andrea Skogli                   | Karen Sylte Hammeren                                               | 2009                                              |
| Alexander Löw                   | Sverre Solberg                                                     | 2009–2010                                         |
| Elliott Hiltun                  | Stein Grønli                                                       | 2009–2010                                         |
| Sunita Nissen                   | Marianne Hatlenes Lie                                              | 2009-2010, 2010, 2011                             |
| Dagny Dallimore                 | Frøydis Armand                                                     | 2009–2010                                         |
| Hans-Herman Rosenkrantz         | Espen Hana                                                         | 2009–2010                                         |
| Hermine Rosenkrantz             | Madelaine Jansen                                                   | 2009–2011, 2011–2012                              |
| Mona Lizzie Olsen               | Janne Formoe                                                       | 2010–2011                                         |
| Pål Gottlieb                    | Aslag Guttormsgaard                                                | 2010                                              |
| Helga Holmberg                  | Siri Ingul                                                         | 2010                                              |
| Ragnhild Røed                   | Mona Levin                                                         | 2010                                              |
| Toralf Lycke                    | Svein Erik Brodal                                                  | 2011                                              |
| Håkon Borgrevinck               | Christian Hestø                                                    | 2011                                              |
| Klaus Kåbøl                     | Lars Reynert Olsen                                                 | 2011                                              |
| Lexi                            | Lene Alexandra Øien                                                | 2011                                              |
| Lasse Johansen                  | Thomas Magnus                                                      | 2011                                              |
| Hugo Olsen Anker-Hansen         | -                                                                  | 2011                                              |
| Veronica Fasting                | Dagrun Anholt                                                      | 2011–2012                                         |
| Otto Antonsen                   | Axel Aubert                                                        | 2011–                                             |
| Trulte Thorsen                  | Reidun Sæther                                                      | 2011–                                             |
| Inge Steen                      | Cornelia Børnick                                                   | 2012                                              |
| Eirik Larsen                    | Håkon Sigernes                                                     | 2012                                              |

1 Som barn (2000-2005) spelades Goggen av Stian Kjensli, men från 2009 spelas Goggen av nämnda aktör.